# ملطية سبور
ملطية سبور (بالتركية العثمانية: Malatya Spor Kulübü)‏ هو نادٍ رياضي تركي يقع مقره في ملطية، ويركز بشكل أساسي على كرة القدم. لعبوا في الدوري التركي الممتاز لمدة 11 موسمًا. هم أول فريق يقع في شرق الأناضول يتأهل لبطولة الدوري الأوروبي موسم 2003–04.

## الإنجازات
- الدوري التركي الممتاز: 1984-90 ، 2001–06
- دوري الدرجة الأولى التركي: 1967–68 ، 1973–77 ، 1980–84 ، 1990–01 ، 2006–09
- دوري الدرجة الثانية التركي: 1968–73 ، 1977–80 ، 2009–10
- دوري الدرجة الثالثة التركي: 2010-11
- الدوري التركي الإقليمي للهواة: 2011-12